# 北多摩一号水再生センター
北多摩一号水再生センター（きたたまいちごうみずさいせいセンター）とは、東京都府中市にある、東京都下水道局の下水道処理施設である。上部には、公園があり府中市が管理している。
一般開放のイベントとして、「水と緑のふれあいフェスタ」（7月下旬）を実施している。

## 沿革
- 1973年（昭和48年） - 運転開始

## 概要
- 所在地：東京都府中市小柳町六丁目6番地
- 敷地面積：136,346㎡
- 処理能力：271,000m3/日
- 雨天時貯留池：42,000m3

## 処理区域
- 府中市、国分寺市の大部分、立川市、小金井市、小平市、東村山市の一部

（計画処理面積：5,123ha）

## 水処理施設
- 沈砂池：6池
- 第一沈澱池：8池
- 反応槽：5槽
- 第二沈澱池：8池

## 汚泥処理施設
- 重力濃縮槽：2槽
- 遠心濃縮機：3台
- 脱水機：6台
- 焼却炉：3基